# Gimme (chanson)
Pour les articles homonymes, voir Gimme.
Singles de Alice Cooper
It's Me
(1994) Keepin' Halloween Alive
(2009)
Gimme est une chanson d'Alice Cooper issue de l'album Brutal Planet. Il s'agit du seul single commercial de l'album, paru sous Spitfire Records, le 31 juillet 2000. Le single s'est classé à la 85e position au Royaume-Uni. Un vidéo-clip est réalisé pour promouvoir le single, il est filmé par Simon Hilton. La vidéo a été tournée dans un parking souterrain à l'est de Londres, éclairée uniquement par la lumière du feu. Le clip sort le 11 septembre 2000. Le single contient la version interdite du clip.
Le pacte avec le diable est le thème du titre, chanté du point de vue de Satan, représenté par Alice Cooper. Un thème récurrent et sujet qu'Alice Cooper a déjà utilisé par le passé dans certaines de ses chansons, dont I'm the Coolest tirée de l'album Alice Cooper Goes to Hell parue en 1976 ou encore Nothing's Free de l'album The Last Temptation parue en 1994. Cooper réutilisera ce même thème l'année suivante sur l'album Dragontown avec le titre I Just Wanna Be God.
La chanson est interprétée la première fois en live le 18 mai 2000 à Phoenix dans l'Arizona,. Gimme est rajoutée dans la setlist pour les tournées des albums Brutal Planet entre 2000 et 2001 et Dirty Diamonds en 2005 mais oubliée après cette année et n'a plus été rejouée depuis en concert.

## Musiciens
- Alice Cooper - chants
- Ryan Roxie - guitare
- Eric Singer - batterie
- Bob Marlette - basse, guitare, claviers